# Бунькова (Пышминский муниципальный округ)
Бунькова — деревня в Пышминском городском округе Свердловской области России.

## Географическое положение
Деревня Бунькова расположена в 29 километрах (по дорогам в 32 километрах) к югу от посёлка Пышма, на левом берегу реки Дерней — правого притока реки Пышмы.
Чуть выше деревни Буньковой по течению реки Дерней расположена деревня Трубина, чуть ниже — деревня Сыскова.

## Население
| 2002 | 2010 | 2021 |
| ---- | ---- | ---- |
| 1    | ↘0   | ↗3   |